# جهة مراكش آسفي
جهة مراكش أسفي هي إحدى الجهات الإدارية في التقسيم الجهوي الجديد للمملكة المغربية منذ 2015. الجهة مستحدثة طبقا للتقسيم الجديد للمغرب، بعد ما كانت تسمى سابقا بجهة مراكش تانسيفت الحوز ، ألحق بها إقليمي أسفي واليوسفية، تعد الجهة عاصمة السياحة والصيد البحري للمغرب لما تتمتع به من بنيات ومؤهلات مهمة في المجالين، تحدها شمالا جهة الدار البيضاء سطات وشرقا جهة بني ملال خنيفرة وجهة درعة تافيلالت وجنوبا جهة سوس ماسة أما غربا فتطل على المحيط الأطلسي يبلغ عدد سكان الجهة أكثر من 4 ملايين نسمة وتنقسم إلى عمالة وسبعة أقاليم.

## مدن جهة مراكش آسفي
| الشعار | المدينة       | صورة             | الإقليم/العمالة     | المساحة (كلم²) | عدد السكان (2014) | العمدة                 | الموقع                          |
| ------ | ------------- | ---------------- | ------------------- | -------------- | ----------------- | ---------------------- | ------------------------------- |
|        | مراكش         |                  | عمالة مراكش         | 196.33         | 911,990           | فاطمة الزهراء المنصوري | 34°41′N 1°55′W / 34.68°N 1.91°W |
|        | المشور القصبة | لا توجد صورة حرّة | عمالة مراكش         | 12.82          | 16,860            | محمد فؤاد الحوري       | 34°41′N 1°55′W / 34.68°N 1.91°W |
|        | آيت ورير      |                  | إقليم الحوز         | 15.03          | 39,108            | سعيد الكورش            | 34°41′N 1°55′W / 34.68°N 1.91°W |
|        | أمزميز        |                  | إقليم الحوز         | 42.89          | 14,364            | لحسن كبدي              | 34°41′N 1°55′W / 34.68°N 1.91°W |
|        | تحناوت        |                  | إقليم الحوز         | 15.60          | 12,102            | أحمد علا               | 34°41′N 1°55′W / 34.68°N 1.91°W |
|        | شيشاوة        |                  | إقليم شيشاوة        | 19.52          | 27,869            | أحمد الهلال            | 34°41′N 1°55′W / 34.68°N 1.91°W |
|        | إمنتانوت      |                  | إقليم شيشاوة        | 20.13          | 20,837            | يحيى إبراهيم           | 34°41′N 1°55′W / 34.68°N 1.91°W |
|        | قلعة السراغنة |                  | إقليم قلعة السراغنة | 17.46          | 95,224            | نور الدين آيت الحاج    | 34°41′N 1°55′W / 34.68°N 1.91°W |
|        | سيدي رحال     | لا توجد صورة حرّة | إقليم قلعة السراغنة | 11.519         | 9,906             | صلاح الدين واعمرو      | 34°41′N 1°55′W / 34.68°N 1.91°W |
|        | تملالت        | لا توجد صورة حرّة | إقليم قلعة السراغنة | 30.16          | 16,539            | جمال أكنيون            | 34°41′N 1°55′W / 34.68°N 1.91°W |
|        | الصويرة       |                  | إقليم الصويرة       | 133.81         | 77,966            | هشام جباري             | 34°41′N 1°55′W / 34.68°N 1.91°W |
|        | آسفي          |                  | إقليم آسفي          | 72.61          | 308,508           | عبد الجليل لبداوي      | 34°41′N 1°55′W / 34.68°N 1.91°W |
|        | جماعة سحيم    | لا توجد صورة حرّة | إقليم آسفي          | 112.43         | 11,251            | خالد النويكض           | 34°41′N 1°55′W / 34.68°N 1.91°W |
|        | سبت كزولة     | لا توجد صورة حرّة | إقليم آسفي          | 22.54          | 18,543            | محمود كاريم            | 34°41′N 1°55′W / 34.68°N 1.91°W |
|        | بن جرير       | لا توجد صورة حرّة | إقليم الرحامنة      | 18.28          | 88,626            | عبد العاطي بوشريط      | 34°41′N 1°55′W / 34.68°N 1.91°W |
|        | سيدي بوعثمان  | لا توجد صورة حرّة | إقليم الرحامنة      | 30.00          | 9,181             | خالد البطناوي          | 34°41′N 1°55′W / 34.68°N 1.91°W |
|        | اليوسفية      | لا توجد صورة حرّة | إقليم اليوسفية      | 20.56          | 67,628            | محمد النافع            | 34°41′N 1°55′W / 34.68°N 1.91°W |
|        | الشماعية      | لا توجد صورة حرّة | إقليم اليوسفية      | 32.93          | 24,303            | محمد قبلال             | 34°41′N 1°55′W / 34.68°N 1.91°W |
|        | العطاوية      | لا توجد صورة حرّة | إقليم قلعة السراغنة | 32.93          | 24,303            | عبد الرزاق الورزازي    | 34°41′N 1°55′W / 34.68°N 1.91°W |
|        | آيت داوود     | لا توجد صورة حرّة | إقليم الصويرة       | 32.93          | 24,303            | مبارك السيد            | 34°41′N 1°55′W / 34.68°N 1.91°W |
|        | الحنشان       | لا توجد صورة حرّة | إقليم الصويرة       | 32.93          | 24,303            | إبراهيم بموس           | 34°41′N 1°55′W / 34.68°N 1.91°W |
|        | تالمست        | لا توجد صورة حرّة | إقليم الصويرة       | 32.93          | 24,303            | محمد أيو               | 34°41′N 1°55′W / 34.68°N 1.91°W |
|        | تمنار         | لا توجد صورة حرّة | إقليم الصويرة       | 32.93          | 24,303            | منير أضرضور            | 34°41′N 1°55′W / 34.68°N 1.91°W |

## التقسيم
تنقسم الجهة إلى عمالة وسبعة أقاليم ه:
- عمالة مراكش
- إقليم الحوز
- إقليم اليوسفية
- إقليم أسفي
- إقليم شيشاوة
- إقليم الصويرة
- إقليم قلعة السراغنة
- إقليم الرحامنة

## المناخ
تتمتع الجهة بمناخ شبه جاف حيث يكون في الشتاء معتدل إلى رطب وممطر بينما في الصيف يكون حارا وجاف فمناخ هذه الجهة يتأثر بالمحيط وبالجبال المحيطة بها كما أن درجة الحرارة ترتفع صيفا حيث تتجاوز في بعض مناطق الجهة 40 درجة مئوية وسقوط الأمطار بنسب متفاوتة حسب مناطق الجهة

## قطاع التعليم
يعتبر قطاع التعليم في الجهة من بين أهم اهتمامات مسووليها حيث خصصت له ميزانية مهمة سواءا التعليم العالي أو الابتدائي.

### التعليم العالي
- جامعة القاضي عياض المعروفة أيضاً باسم جامعة مراكش التي تمَ إنشاؤها عام 1978 وتضم 13 كلية
- المدرسة العليا للتكنولوجيا بالصويرة (التابعة لجامعة القاضي عياض)
- المعهد الوطني للعلوم التطبيقية في مراكش الذي أنشأته عام 2000 وزارة التعليم العالي وتتخصص في الهندسة والأبحاث العلمية
- المعهد العالي للعلوم التجارية بمراكش الذي أسسه أحمد بانيس عام 1987 ويتمتع بإدارة خاصة ويتخصص في علوم التجارة وإدارة الأعمال.
- الجامعة الخاصة بمراكش
- أقسام الBTS بثانوية محمد الخامس التأهيلية بالصويرة
- اقسام ال BTS بثانوية الخوارزمي التاهيلية بأسفي
- مركز التكوين المهني في التكنولوجيا التطبيقية OFPPT بالصويرة
- مركز التكوين المهني في الفندقة والسياحة OFPPT بالصويرة
- الكلية المتعددة التخصصات بآسفي (التابعة لجامعة القاضي عياض)
- المدرسة العليا للتكنولوجيا بأسفي (التابعة لجامعة القاضي عياض)
- المدرسة الوطنية للعلوم التطبيقية ENSA بآسفي
- مركز التكوين المهني في التكنولوجيا التطبيقية ISTA2 بأسفي
- مركز التكوين المهني ISTA1 OFPPT بآسفي
- جامعة محمد السادس للبوليتكنيك بمدينة ابن جرير.
- المركز الجامعي المتعدد التخصصات بقلعة السراغنة.

### مدارس وثانويات
- *مدرسة ابن يوسف 	التي تحظى بأهمية بالغة، نظرا لموقعها بساحة ابن يوسف، التي تحمل دلالة تاريخية كبيرة، فضلا عن كونها النواة الأصلية لمدينة مراكش وهي أشهر مدارس مراكش.
- ثانوية محمد الخامس التأهيلية (أمام الوكالة الحضرية لمدينة الصويرة)

## الاقتصاد

### الصيد البحري
تصنف الجهة من ضمن الجهات الغنية بالثروة السمكية فقطاع الصيد البحري من أهم القطاعات في الجهة وفي آسفي خصوصا، فهو قطاع حيوي بالنسبة لسكان آسفي لأنه يشتغل فيه من العمال ما يناهز 21 ألف بحار. وعلى الرغم من أن صناعة تصبير السمك قديمة جدا في المنطقة وتعود إلى عام 1930 فإنها لم تعرف تطورا مهما إلا في عام 1990 حيث أنشئت العديد من شركات تصبير السمك التي وصل عددها إلى حوالي 28 شركة. وهي تقوم بتصدير السمك المغربي المصبر إلى أوروبا وإلى آسيا وغيرها من الدول العربية.

## المعالم والمواقع الأثرية

### جامع الفنا
تشكّل ساحة جامع الفنا الواقعة في مدينة مراكش والمعروفة وطنيا وعالميا فضاءً شعبياً للفرجة والترفيه، وبناء على ذلك تعتبر القلب النابض لمدينة مراكش حيث كانت وما زالت نقطة التقاء بين المدينة والقصبة المخزنية والملاح، ومحجا للزوار من كل أنحاء العالم للاستمتاع بمشاهدة عروض مشوقة لمروضي الأفاعي ورواة الأحاجي والقصص إلى غير ذلك من مظاهر الفرجة الشعبية التي تختزل تراثا غنيا وفريدا كان من وراء ترتيب هذه الساحة تراثا شفويا إنسانيا على لائحة منظمة اليونيسكو سنة 1997.

### موكادور
هو موقع عبارة عن جزيرة صغيرة توجد قرب مدينة الصويرة، ويعتبر من أهم المواقع الفينيقية بغرب البحر الأبيض المتوسط. كما أثبتت الحفريات الأثرية التي أجريت بالجزيرة وجود بقايا أركيولوجية تتمثل في أواني فخارية وأمفورات يرجع أقدمها إلى النصف الثاني من القرن السابع قبل الميلاد. وقد دلت الأبحاث الأركيولوجية أن جزيرة موكادور عرفت فترة فراغ ما بين القرن الخامس والأول قبل الميلاد، إلا أن وجود بعض القطع الفخارية ترجع للقرن الرابع قبل الميلاد يدل على وجود علاقات تجارية بين الجزيرة وباقي المدن الموريطانية بالمغرب القديم. في عهد الملك الموري يوبا الثاني، عرفت الجزيرة ازدهارا مهما إذ كانت تتواجد بالموقع مصانع لاستخراج الصباغة الأرجوانية. دلت الحفريات الأثرية على استيطان الجزيرة خلال الفترة الرومانية إلى حدود القرن الخامس الميلادي.

## أعلام الجهة
- ابن عذارى هو أبو العباس أحمد بن محمد بن عذارى ولد بمدينة مراكش وهو من كبار مورخي تاريخ المغرب والأندلس
- محمد بن إبراهيم المعروف بشاعر الحمراء له ديوان
- عبد الواحد المراكشي مورخ مغربي عاش في عصر الموحدين
- محمد العبدري الحاحي مورخ وقاضي وفقيه ورحالة في القرن السابع هجري ولد وتوفي ببلدة حاحا الواقعة في اقليم الصويرة
- ابن البناء المراكشي عالم في عدة مجالات
- الحسن المراكشي هو عالم مسلم فلكي
- خالد بولامي وإبراهيم بولامي عداءان إخوان لهما ميدليات في الألعاب الاولمبية
- العياشي بوزكية من قدماء المحاربين في صفوف الجيش المغربي خلال الحرب العالمية الثانية
- إدمون عمران المالح صحفي وكاتب يهودي
- حاييم الزعفراني مورخ يهودي ولد بمدينة الصويرة
- كريدية إبراهيم هو مؤرخ وباحث مغربي، من مواليد مدينة آسفي

## الرياضة

### كرة القدم
يمارس من الجهة في الدوري المغربي الممتاز ناديان عريقان في المغرب يشهد لهما التاريخ بذلك هما نادي الكوكب المراكشي فقد تم تأسيسه سنة 1947 لون قميصه الرسمي أحمر نسبة إلى مدينة مراكش الحمراء لون جدرانها الذي حصل على بطولة الدوري مرتين سنة 1958 و 1992 وحصل كذلك على كأس العرش المغربي ست مرات سنة 1963 و 1964 و 1965 و 1987 و 1991 و 1993 أما إنجازاته القارية تتمثل في حصوله على كأس الاتحاد الأفريقي سنة 1996 أما على المستوى العربي فقد وصل إلى النهائيات ثلاث مرات دون أن يحقق نتائج جيدة. ونادي أولمبيك أسفي الذي تأسس سنة 1921 ويكون بذلك من بين الأندية الأولى التي تم تأسيسها في المغرب حاليا يمارس بالدوري الممتاز له مشاركة في كأس العرب. ويمارس كذلك من الجهة اندية أخرى في القسم الثاني والهواة ك نادي مولودية مراكش ونادي أولمبيك مراكش ونادي أولمبيك اليوسفية وفي الدوري الجهوي نادي مولودية الكوابلية.

### التجهيزات الرياضية
تتوفر الجهة على تجهيزات مهمة في المجال الرياضي ومن بين أشهر الملاعب في مدينة مراكش «ملعب الحارتي» والملعب الوطني ويمثل هذا الأخير أبرز الملاعب على صعيد المغرب.